# Hermannskogel
Hermannskogel je vrch ve Vídeňském lese v Rakousku. Nachází se na rozhraní vídeňského obvodu Döbling a spolkové země Dolní Rakousy. S nadmořskou výškou 542 metrů je nejvyšším bodem rakouského hlavního města.
Kopec je tvořen flyšem a zalesněný buky a duby. Poprvé je zmíněn v listině z roku 1355 pod názvem hermannschobel. Ve středověku ležela na úpatí vesnice Chogelbrunn, z níž se zachovala pouze studánka Agnesbrünnl s posezením. Zajíždí sem městská hromadná doprava, nacházejí se tu výletní restaurace a na vrchol vede značená turistická stezka. Na východním svahu se nachází louka, která v zimě slouží jako sjezdovka.
Na vrcholu se nachází rozhledna Habsburgwarte, dokončená v roce 1889. Věž je vysoká 27 metrů a projektoval ji Franz Neumann. Za Rakouska-Uherska byl u věže umístěn nultý kilometr.